# Russell Mittermeier
Russell Alan Mittermeier (8 de novembro de 1949, Bronx, Nova York, EUA) é um primatólogo, herpetólogo e antropólogo físico. É diretor-chefe de Conservação da Global Wildlife Conservation e, desde 1977, presidente do Grupo Especialista de Primatas da União Internacional para Conservação da Natureza (UICN). De 1989 a 2014, foi presidente da Conservação Internacional.
Entre várias honrarias, recebeu a Ordem Nacional do Cruzeiro do Sul, a Ordem da Arca Dourada do Príncipe Bernhard dos Países Baixos e foi escolhido como "heroi para o planeta" pela revista Time (1999). Em sua atividade de pesquisa e de defesa do meio ambiente, Mittermeier viajou por 169 países em sete continentes e realizou trabalhos em 30 deles, particularmente na Amazônia (Brasil e Suriname), na Mata Atlântica brasileira e em Madagascar.
Escreveu 35 livros tanto científicos quanto de divulgação científica e é autor de mais de 650 artigos populares e científicos. Além do inglês, sua língua nativa, Mittermeier é fluente em português, espanhol, alemão, francês e sranan, idioma crioulo do Suriname.

## Biografia e atuação em prol do meio ambiente
Os pais de Mittermeier, Francis Xavier e Bertha Mittermeier, eram alemães que emigraram para Nova York. Como membro da Phi Beta Kappa, ele se graduou em 1971 no Dartmouth College como Bachelor of Arts. Em 1973, recebeu na Universidade de Harvard o diploma de Master of Arts e, em 1977, tornou-se Ph.D. em Antropologia Biológica, com a tese "Distribuição, Sinecologia e Conservação dos Macacos do Suriname".
Por 30 anos realizou estudos de campo em três continentes e em tal atividade viajou por mais de 169 países, principalmente nos trópicos, particularmente no Brasil, no Suriname e em Madagascar. Seu trabalho se concentra nos primatas e tartarugas, em áreas protegidas e em outros aspectos do conservação do meio ambiente. É especialista no campo da biodiversidade, conservação de ecossistemas, biologia dos trópicos e conservação das espécies, especialmente de primatas.
Desde 1989, Mittermeier é diretor-chefe de Conservação da Conservação Internacional. Sob sua liderança, esta organização retomou o conceito de hotspots de biodiversidade, desenvolvido desde 1988 na Universidade de Oxford, e decidiu priorizar seus recursos financeiros e sua atividade na conservação desses locais-chave de biodiversidade. De forma complementar à preservação de locais ameaçados, Mittermeier, com seus colegas da Conservação internacional, introduziu também outros conceitos, como o de "zonas selvagens" de alta biodiversidade e de países de "megadiversidade".
Mittermeier também é, desde 1977, coordenador do Grupo Especialista de Proteção de Primatas (Primate Specialist Group) da Comissão de Sobrevivência das Espécies da União Internacional para a Conservação da Natureza (IUCN), organização da qual é membro-honorário vitalício. De 1978 a 1989, trabalhou no World Wildlife Fund, começando como diretor do Programa de Primatas e terminando como vice-presidente de Ciência. foi coordenador dos programas de proteção de primatas do WWF. Em 1987, tornou-se membro da Linnean Society de Nova York. Entre 1988 e 1989, foi presidente do Grupo de Trabalho de Biodiversidade do Banco Mundial. Desde 1995, é presidente da Fundação Margot Marsh de Biodiversidade, que luta mundialmente pela proteção dos primatas. Mais recentemente, teve papel fundamental na criação do Fundo Mohamed bin Zayed para a Conservação das Espécies, fundo este de 25 milhões de euros, e é membro de seu comitê de aconselhamento.
Desde 1991, Mittermeier é casado com Cristina Goettsch, bióloga marinha e dirigente da International League of Conservation Photographers. O casal tem dois filhos.

## Novas espécies
Mittermeier sempre teve particular interesse na descoberta e descrição científica de novas espécies. Ele descreveu um total de 14 novas espécies (três tartarugas, quatro lemures, um macaco africano e seis macacos amazônicos) e viu oito espécies serem denominadas em sua homenagem (três sapos, um lagarto, dois lemures, um macaco e uma formiga). A mais recente destas é a Pithecia mittermeieri, um macaco da Amazônia brasileira. O lagarto, Anolis williamsmittermeierorum, recebeu este nome em homenagem a Mittermeier e ao herpetologista norte-americano Ernest E. Williams.
No final da década de 1970, Mittermeier empreendeu um dos primeiros estudos dos muriquis-do-norte (Brachyteles hypoxanthus), espécie criticamente ameaçada de extinção, naquela que viria depois a se tornar a Estação Biológica de Caratinga e é hoje a Reserva Particular do Patrimônio Natural Feliciano Miguel Abdala.
Mittermeier tem também sido líder na promoção do ecoturismo de observação de espécies, particularmente a observação primatas e a elaboração de listas pessoais da observação de primatas. Mais recentemente, tem promovido a observação de tartarugas e a elaboração de listas pessoais de avistamento de tartarugas, seguindo o modelo da comunidade de observação de aves. Sua lista pessoal de observação de primatas, hoje com mais de 350 espécies, está entre as maiores do mundo.

## Condecorações e homenagens
- Medalha de Ouro do Zoológico de San Diego (1988)
- Ordem da Arca Dourada de Sua Alteza Real o Príncipe Bernhard dos Países Baixos (1995)
- Ordem do Cruzeiro do Sul, conferida pelo presidente do Brasil (1997)
- Prêmio de Conservação da Vida Selvagem do Zoológico de Cincinnati (1997)
- Prêmio Muriqui (1997)
- Ordem da Estrela Amarela, recebida do presidente do Suriname (1998)
- Escolhido pela revista Time como um dos "EcoHerois" do Planeta (1998)
- Prêmio Aldo Leopoldo da American Society of Mammalogists (2004)
- Prêmio John P. McGovern para a Ciência e a Sociedade (2007)
- Prêmio Sir Peter Scott da Comissão de Sobrevivência de Espécies da UICN (2008)
- Prêmio de Reconhecimento Especial pela Conservação da Associação de Biologia Tropical (2008)
- Prêmio Roger Tory Peterson do Museu de História Natural de Harvard (2009)
- Prêmio João Pedro Cardoso, do Estado de São Paulo (2012)
- Instituto-E e Prêmio-E da Cidade do Rio de Janeiro (2012)
- Grau Honorário do Eckerd College (St. Petersburg, Flórida, EUA) em reconhecimento de seu trabalho pela conservação da natureza
- Prêmio Indianápolis pela Conservação da Natureza (2018)